# Severin Pernek
Severin Pernek (Travnik, 9. studenoga 1924. – Dubrovnik, 2. svibnja 1997.) bio je dubrovački biskup. 

## Životopis
Rođen je u Travniku od oca Slovenca Frančišeka (Franje) Perneka i majke Švicarke Anne Auguste von Scheerberg. Otac mu je zbog potrebe službe često selio, tako da je Severin osnovnu školu pohađao u različitim mjestima. Kao sjemeništarac Banjalučke gimnazije, u Travniku od 1935. pohađa gimnaziju i maturira 1943. Isto sjemenište je pohađao i stariji brat Franjo kojega su ubili partizani, kao i mlađi brat koji je zbog rata prekinuo školovanje. Bogoslovno školovanje nastavlja u Sarajevu i Zagrebu (nakon što je sarajevska bogoslovija bila zatvorena).
Pred kraj rata ubijeni su mu otac i stariji brat, a Severin je bio sudionik Križnog puta, od Zagreba do Bleiburga, te natrag do Sarajeva.

## Svećeništvo i biskupstvo
Za svećenika Banjolučke biskupije zaređen je u Zagrebu 29. lipnja 1948. Bio je župnik u Prijedoru, a nakon dugogodišnjeg službovanja, poslan je na studij crkvenog prava na papinsko Lateransko sveučilište na kojemu doktorira 1960. Nakon povratka imenovan je generalnim vikarom, a 10. travnja 1967. papa Pavao VI. imenuje ga dubrovačkim biskupom. Iste je godine zaređen 18. lipnja u Zagrebu, da bi službu preuzeo 23. srpnja, pod geslom "Veritati in caritate" (Služiti istini u ljubavi).

## Umirovljenje
Na hodočašću u Lourdes 1980. doživio je prometnu nesreću što je ostavilo traga na njegovu zdravlju. Odlaskom u Rim na liječenje, 12. studenoga 1988. privremenim apostolskim upraviteljem Dubrovačke biskupije imenovan je mostarsko duvanjski biskup Pavao Žanić, da bi biskup Pernek zbog bolesti zatražio umirovljenje 1989. Umro je 2. svibnja 1997., a tri dana kasnije pokopan je u dubrovačkoj katedrali.

## Unutarnje poveznice
- Dodatak:Popis dubrovačkih biskupa

## Vanjske poveznice
- Postavljena spomen-ploča biskupu Perneku Objavljeno 6. svibnja 2013., pristupljeno 28. svibnja 2013.

| Titule u Katoličkoj Crkvi | Titule u Katoličkoj Crkvi     | Titule u Katoličkoj Crkvi |
| ------------------------- | ----------------------------- | ------------------------- |
| prethodnik Pavao Butorac  | dubrovački biskup 1967.–1989. | nasljednik Želimir Puljić |